# Handball-Weltmeisterschaft der Männer 2017/Qualifikation
Die Qualifikation zur Handball-Weltmeisterschaft der Männer 2017 wurde 2015 und 2016 ausgetragen. Dabei waren 22 Endrundenplätze zu vergeben. Automatisch qualifiziert waren Gastgeber Frankreich sowie Vize-Weltmeister Katar, da Weltmeister 2015 Frankreich als Veranstalter schon qualifiziert ist.
Die Plätze für die Endrunde wurden wie folgt vergeben:
- Afrika: 3 qualifizierte Teilnehmer
- Amerika: 3 qualifizierte Teilnehmer
- Asien: Vize-Weltmeister Katar und 3 qualifizierte Teilnehmer
- Europa: Veranstalter Frankreich und 13 qualifizierte Teilnehmer

## Europa
Europa stellt 14 Teilnehmer der Weltmeisterschaft. Automatisch qualifiziert war Frankreich als Gastgeber. Zudem qualifizierten sich die drei erstplatzierten Mannschaften der Europameisterschaft 2016 Deutschland, Spanien und Kroatien.

### Qualifikationsgruppen
Die nicht für die Europameisterschaft 2016 qualifizierten Teams traten in einer Qualifikationsrunde vom 4. November 2015 bis 16. Januar 2016 in Gruppenspielen an. Die sechs Gruppensieger und die nicht über die Europameisterschaft qualifizierten zwölf Mannschaften spielten dann in einer Play-off-Runde die neun weiteren europäischen Teams aus.

#### Gruppe 1
| Pl. | Verein                  | Sp. | S | U | N | Tore      | Diff. | Punkte |
| --- | ----------------------- | --- | - | - | - | --------- | ----- | ------ |
| 1.  | Bosnien und Herzegowina | 6   | 5 | 1 | 0 | 0187:1520 | +35   | 011:10 |
| 2.  | Slowakei                | 6   | 3 | 1 | 2 | 0162:1420 | +20   | 07:50  |
| 3.  | Litauen                 | 6   | 2 | 2 | 2 | 0166:1560 | +10   | 06:60  |
| 4.  | Kosovo                  | 6   | 0 | 0 | 6 | 0145:2100 | −65   | 00:120 |

| 4. November 2015 19:00 Uhr | Kosovo               | 26:30        | Litauen                               | Shani Nushi Sports Hall, Gjakovë Zuschauer: 2.200 Schiedsrichter: Hájek, Macho |
| 4. November 2015 19:00 Uhr | meiste Tore: Hoxha 6 | (8:15)       | meiste Tore: Drabavičius, Petreikis 6 | Shani Nushi Sports Hall, Gjakovë Zuschauer: 2.200 Schiedsrichter: Hájek, Macho |
| 4. November 2015 19:00 Uhr | Strafen: 3×          | Spielbericht | Strafen: 2× 6×                        | Shani Nushi Sports Hall, Gjakovë Zuschauer: 2.200 Schiedsrichter: Hájek, Macho |

| 4. November 2015 20:15 Uhr | Bosnien und Herzegowina | 29:25        | Slowakei            | KSPC Mejdan, Tuzla Zuschauer: 5.000 Schiedsrichter: Olesen, Pedersen |
| 4. November 2015 20:15 Uhr | meiste Tore: Prce 9     | (14:14)      | meiste Tore: Antl 8 | KSPC Mejdan, Tuzla Zuschauer: 5.000 Schiedsrichter: Olesen, Pedersen |
| 4. November 2015 20:15 Uhr | Strafen: 3× 7× 1×       | Spielbericht | Strafen: 3× 6×      | KSPC Mejdan, Tuzla Zuschauer: 5.000 Schiedsrichter: Olesen, Pedersen |

| 7. November 2015 18:00 Uhr | Slowakei              | 38:20        | Kosovo              | Športová hala Na Zábraní, Hlohovec Zuschauer: 1.400 Schiedsrichter: Lillepea, Kull |
| 7. November 2015 18:00 Uhr | meiste Tore: Urban 10 | (19:11)      | meiste Tore: Jupa 6 | Športová hala Na Zábraní, Hlohovec Zuschauer: 1.400 Schiedsrichter: Lillepea, Kull |
| 7. November 2015 18:00 Uhr | Strafen: 3× 6×        | Spielbericht | Strafen: 3× 5× 1×   | Športová hala Na Zábraní, Hlohovec Zuschauer: 1.400 Schiedsrichter: Lillepea, Kull |

| 8. November 2015 18:00 Uhr | Litauen                  | 27:27        | Bosnien und Herzegowina | Kaunas Sports Hall, Kaunas Zuschauer: 1.500 Schiedsrichter: Álvarez, Bustamante |
| 8. November 2015 18:00 Uhr | meiste Tore: Petreikis 8 | (12:14)      | meiste Tore: Prce 6     | Kaunas Sports Hall, Kaunas Zuschauer: 1.500 Schiedsrichter: Álvarez, Bustamante |
| 8. November 2015 18:00 Uhr | Strafen: 3× 6× 1×        | Spielbericht | Strafen: 3× 4×          | Kaunas Sports Hall, Kaunas Zuschauer: 1.500 Schiedsrichter: Álvarez, Bustamante |

| 6. Januar 2016 19:15 Uhr | Kosovo                 | 29:33        | Bosnien und Herzegowina | Shani Nushi Sports Hall, Gjakovë Zuschauer: 1.000 Schiedsrichter: Cindrić, Gonzurek |
| 6. Januar 2016 19:15 Uhr | meiste Tore: Terziqi 9 | (13:17)      | meiste Tore: Prce 9     | Shani Nushi Sports Hall, Gjakovë Zuschauer: 1.000 Schiedsrichter: Cindrić, Gonzurek |
| 6. Januar 2016 19:15 Uhr | Strafen: 3× 2×         | Spielbericht | Strafen: 2×             | Shani Nushi Sports Hall, Gjakovë Zuschauer: 1.000 Schiedsrichter: Cindrić, Gonzurek |

| 7. Januar 2016 19:00 Uhr | Litauen                   | 18:18        | Slowakei             | Kaunas Sports Hall, Kaunas Zuschauer: 2.000 Schiedsrichter: Baumgart, Wild |
| 7. Januar 2016 19:00 Uhr | meiste Tore: Bernatonis 6 | (10:7)       | meiste Tore: Urban 7 | Kaunas Sports Hall, Kaunas Zuschauer: 2.000 Schiedsrichter: Baumgart, Wild |
| 7. Januar 2016 19:00 Uhr | Strafen: 3× 4×            | Spielbericht | Strafen: 3× 4×       | Kaunas Sports Hall, Kaunas Zuschauer: 2.000 Schiedsrichter: Baumgart, Wild |

| 9. Januar 2016 18:00 Uhr | Slowakei            | 31:27        | Litauen                    | Športová hala Na Zábraní, Hlohovec Zuschauer: 1.800 Schiedsrichter: Katsikis, Michailidis |
| 9. Januar 2016 18:00 Uhr | meiste Tore: Antl 6 | (19:10)      | meiste Tore: Malašinskas 6 | Športová hala Na Zábraní, Hlohovec Zuschauer: 1.800 Schiedsrichter: Katsikis, Michailidis |
| 9. Januar 2016 18:00 Uhr | Strafen: 3× 7×      | Spielbericht | Strafen: 3× 4×             | Športová hala Na Zábraní, Hlohovec Zuschauer: 1.800 Schiedsrichter: Katsikis, Michailidis |

| 9. Januar 2016 20:15 Uhr | Bosnien und Herzegowina | 41:25        | Kosovo              | KSPC Mejdan, Tuzla Zuschauer: 3.500 Schiedsrichter: Ben-Dan, Faran |
| 9. Januar 2016 20:15 Uhr | meiste Tore: Ovčina 8   | (18:13)      | meiste Tore: Jupa 5 | KSPC Mejdan, Tuzla Zuschauer: 3.500 Schiedsrichter: Ben-Dan, Faran |
| 9. Januar 2016 20:15 Uhr | Strafen: 3× 7×          | Spielbericht | Strafen: 2× 6×      | KSPC Mejdan, Tuzla Zuschauer: 3.500 Schiedsrichter: Ben-Dan, Faran |

| 13. Januar 2016 18:00 Uhr | Slowakei            | 24:26        | Bosnien und Herzegowina | Športová hala Na Zábraní, Hlohovec Zuschauer: 1.888 Schiedsrichter: Hansen, Pettersen |
| 13. Januar 2016 18:00 Uhr | meiste Tore: Antl 6 | (12:13)      | meiste Tore: Zulfić 6   | Športová hala Na Zábraní, Hlohovec Zuschauer: 1.888 Schiedsrichter: Hansen, Pettersen |
| 13. Januar 2016 18:00 Uhr | Strafen: 4× 3× 1×   | Spielbericht | Strafen: 3× 6×          | Športová hala Na Zábraní, Hlohovec Zuschauer: 1.888 Schiedsrichter: Hansen, Pettersen |

| 13. Januar 2016 19:00 Uhr | Litauen                                     | 42:23        | Kosovo              | Kaunas Sports Hall, Kaunas Zuschauer: 1.200 Schiedsrichter: Butskevich, Butskevich |
| 13. Januar 2016 19:00 Uhr | meiste Tore: Bernatonis, Babarskas, Plėta 7 | (21:11)      | meiste Tore: Jupa 9 | Kaunas Sports Hall, Kaunas Zuschauer: 1.200 Schiedsrichter: Butskevich, Butskevich |
| 13. Januar 2016 19:00 Uhr | Strafen: 2× 4×                              | Spielbericht | Strafen: 3× 4×      | Kaunas Sports Hall, Kaunas Zuschauer: 1.200 Schiedsrichter: Butskevich, Butskevich |

| 17. Januar 2016 17:00 Uhr | Kosovo                            | 22:26        | Slowakei             | Shani Nushi Sports Hall, Gjakovë Zuschauer: 700 Schiedsrichter: Čerņavskis, Bogdanovs |
| 17. Januar 2016 17:00 Uhr | meiste Tore: Krasniqi, Ramadani 5 | (12:15)      | meiste Tore: Urban 8 | Shani Nushi Sports Hall, Gjakovë Zuschauer: 700 Schiedsrichter: Čerņavskis, Bogdanovs |
| 17. Januar 2016 17:00 Uhr | Strafen: 3× 4×                    | Spielbericht | Strafen: 2× 3×       | Shani Nushi Sports Hall, Gjakovë Zuschauer: 700 Schiedsrichter: Čerņavskis, Bogdanovs |

| 17. Januar 2016 20:15 Uhr | Bosnien und Herzegowina  | 31:22        | Litauen                  | KSPC Mejdan, Tuzla Zuschauer: 4.000 Schiedsrichter: Miklós, Hucker |
| 17. Januar 2016 20:15 Uhr | meiste Tore: Malinović 6 | (15:14)      | meiste Tore: Petreikis 6 | KSPC Mejdan, Tuzla Zuschauer: 4.000 Schiedsrichter: Miklós, Hucker |
| 17. Januar 2016 20:15 Uhr | Strafen: 3× 4×           | Spielbericht | Strafen: 2× 4× 1×        | KSPC Mejdan, Tuzla Zuschauer: 4.000 Schiedsrichter: Miklós, Hucker |

#### Gruppe 2

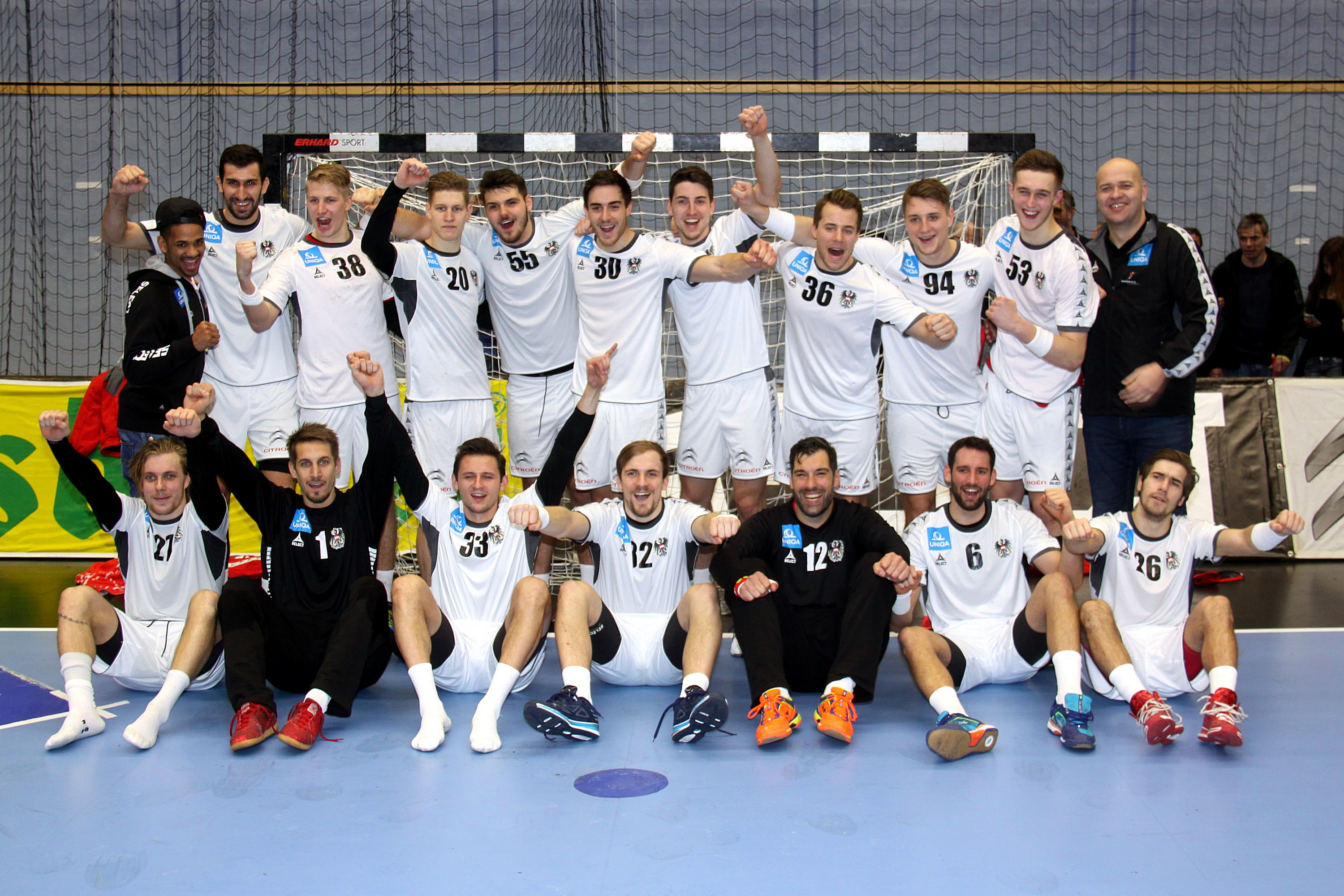
Sieger der Gruppe 2: Österreich

| Pl. | Verein     | Sp. | S | U | N | Tore      | Diff. | Punkte |
| --- | ---------- | --- | - | - | - | --------- | ----- | ------ |
| 1.  | Österreich | 6   | 5 | 0 | 1 | 0190:1510 | +39   | 010:20 |
| 2.  | Rumänien   | 6   | 5 | 0 | 1 | 0191:1560 | +35   | 010:20 |
| 3.  | Italien    | 6   | 1 | 0 | 5 | 0148:1800 | −32   | 02:100 |
| 4.  | Finnland   | 6   | 1 | 0 | 5 | 0144:1860 | −42   | 02:100 |

| 4. November 2015 19:30 Uhr | Italien                 | 27:19        | Finnland                | Palavis di Lavis, Lavis Zuschauer: 1.100 Schiedsrichter: Cabrejas, Sánchez |
| 4. November 2015 19:30 Uhr | meiste Tore: Turkovic 7 | (12:11)      | meiste Tore: Tamminen 5 | Palavis di Lavis, Lavis Zuschauer: 1.100 Schiedsrichter: Cabrejas, Sánchez |
| 4. November 2015 19:30 Uhr | Strafen: 3× 6×          | Spielbericht | Strafen: 2× 7× 1×       | Palavis di Lavis, Lavis Zuschauer: 1.100 Schiedsrichter: Cabrejas, Sánchez |

| 4. November 2015 20:25 Uhr | Österreich                           | 27:24        | Rumänien               | Bundessport- und Freizeitzentrum Südstadt, Maria Enzersdorf Zuschauer: 1.500 Schiedsrichter: Togstad, Kristiansen |
| 4. November 2015 20:25 Uhr | meiste Tore: Bilyk, Weber, Frimmel 6 | (13:9)       | meiste Tore: Ghionea 9 | Bundessport- und Freizeitzentrum Südstadt, Maria Enzersdorf Zuschauer: 1.500 Schiedsrichter: Togstad, Kristiansen |
| 4. November 2015 20:25 Uhr | Strafen: 3×                          | Spielbericht | Strafen: 3×            | Bundessport- und Freizeitzentrum Südstadt, Maria Enzersdorf Zuschauer: 1.500 Schiedsrichter: Togstad, Kristiansen |

| 7. November 2015 17:00 Uhr | Finnland                 | 29:32        | Österreich            | Energia Areena, Vantaa Zuschauer: 1.300 Schiedsrichter: Pandžić, Šatordžija |
| 7. November 2015 17:00 Uhr | meiste Tore: Tamminen 11 | (11:13)      | meiste Tore: Zeiner 7 | Energia Areena, Vantaa Zuschauer: 1.300 Schiedsrichter: Pandžić, Šatordžija |
| 7. November 2015 17:00 Uhr | Strafen: 3× 5×           | Spielbericht | Strafen: 3× 5×        | Energia Areena, Vantaa Zuschauer: 1.300 Schiedsrichter: Pandžić, Šatordžija |

| 8. November 2015 18:00 Uhr | Rumänien                | 35:22        | Italien                 | Sala Polivalentă, Călărași Zuschauer: 1.500 Schiedsrichter: Herczeg, Südi |
| 8. November 2015 18:00 Uhr | meiste Tore: Sadoveac 6 | (13:12)      | meiste Tore: Turkovic 9 | Sala Polivalentă, Călărași Zuschauer: 1.500 Schiedsrichter: Herczeg, Südi |
| 8. November 2015 18:00 Uhr | Strafen: 3× 8×          | Spielbericht | Strafen: 2× 5×          | Sala Polivalentă, Călărași Zuschauer: 1.500 Schiedsrichter: Herczeg, Südi |

| 6. Januar 2016 16:00 Uhr | Finnland                | 21:34        | Rumänien               | Energia Areena, Vantaa Zuschauer: 800 Schiedsrichter: Kurtagic, Wetterwik |
| 6. Januar 2016 16:00 Uhr | meiste Tore: Sundberg 6 | (9:20)       | meiste Tore: Ghionea 7 | Energia Areena, Vantaa Zuschauer: 800 Schiedsrichter: Kurtagic, Wetterwik |
| 6. Januar 2016 16:00 Uhr | Strafen: 3× 2×          | Spielbericht | Strafen: 2× 6×         | Energia Areena, Vantaa Zuschauer: 800 Schiedsrichter: Kurtagic, Wetterwik |

| 6. Januar 2016 18:00 Uhr | Italien               | 27:40        | Österreich           | PalaTrieste, Trieste Zuschauer: 3.290 Schiedsrichter: Gasmi, Gasmi |
| 6. Januar 2016 18:00 Uhr | meiste Tore: Skatar 7 | (12:16)      | meiste Tore: Bilyk 9 | PalaTrieste, Trieste Zuschauer: 3.290 Schiedsrichter: Gasmi, Gasmi |
| 6. Januar 2016 18:00 Uhr | Strafen: 3× 5×        | Spielbericht | Strafen: 3×          | PalaTrieste, Trieste Zuschauer: 3.290 Schiedsrichter: Gasmi, Gasmi |

| 9. Januar 2016 20:25 Uhr | Österreich            | 30:19        | Italien                 | Bundessport- und Freizeitzentrum Südstadt, Maria Enzersdorf Zuschauer: 1.500 Schiedsrichter: Budzák, Záhradník |
| 9. Januar 2016 20:25 Uhr | meiste Tore: Santos 8 | (15:9)       | meiste Tore: Turkovic 9 | Bundessport- und Freizeitzentrum Südstadt, Maria Enzersdorf Zuschauer: 1.500 Schiedsrichter: Budzák, Záhradník |
| 9. Januar 2016 20:25 Uhr | Strafen: 2× 3×        | Spielbericht | Strafen: 3× 2×          | Bundessport- und Freizeitzentrum Südstadt, Maria Enzersdorf Zuschauer: 1.500 Schiedsrichter: Budzák, Záhradník |

| 10. Januar 2016 20:30 Uhr | Rumänien               | 36:29        | Finnland                | Sala Sporturilor „Lascăr Pană“, Baia Mare Zuschauer: 1.300 Schiedsrichter: Boričić, Marković |
| 10. Januar 2016 20:30 Uhr | meiste Tore: Ghionea 9 | (19:11)      | meiste Tore: Tamminen 9 | Sala Sporturilor „Lascăr Pană“, Baia Mare Zuschauer: 1.300 Schiedsrichter: Boričić, Marković |
| 10. Januar 2016 20:30 Uhr | Strafen: 3× 5×         | Spielbericht | Strafen: 3× 5×          | Sala Sporturilor „Lascăr Pană“, Baia Mare Zuschauer: 1.300 Schiedsrichter: Boričić, Marković |

| 13. Januar 2016 18:30 Uhr | Finnland                | 26:25        | Italien               | Energia Areena, Vantaa Zuschauer: 500 Schiedsrichter: Brodbeck, Reich |
| 13. Januar 2016 18:30 Uhr | meiste Tore: Koljonen 6 | (12:12)      | meiste Tore: Skatar 9 | Energia Areena, Vantaa Zuschauer: 500 Schiedsrichter: Brodbeck, Reich |
| 13. Januar 2016 18:30 Uhr | Strafen: 3× 5×          | Spielbericht | Strafen: 3× 4×        | Energia Areena, Vantaa Zuschauer: 500 Schiedsrichter: Brodbeck, Reich |

| 14. Januar 2016 18:00 Uhr | Rumänien                     | 32:29        | Österreich           | Sala Sporturilor „Lascăr Pană“, Baia Mare Zuschauer: 2.080 Schiedsrichter: Vitaku, Vitaku |
| 14. Januar 2016 18:00 Uhr | meiste Tore: Ramba, Mocanu 7 | (15:15)      | meiste Tore: Bilyk 9 | Sala Sporturilor „Lascăr Pană“, Baia Mare Zuschauer: 2.080 Schiedsrichter: Vitaku, Vitaku |
| 14. Januar 2016 18:00 Uhr | Strafen: 4× 5× 1×            | Spielbericht | Strafen: 3× 5×       | Sala Sporturilor „Lascăr Pană“, Baia Mare Zuschauer: 2.080 Schiedsrichter: Vitaku, Vitaku |

| 16. Januar 2016 18:30 Uhr | Italien               | 28:30        | Rumänien               | Pala San Giacomo, Conversano Zuschauer: 2.400 Schiedsrichter: Lah, Sok |
| 16. Januar 2016 18:30 Uhr | meiste Tore: Maione 6 | (16:15)      | meiste Tore: Ghionea 8 | Pala San Giacomo, Conversano Zuschauer: 2.400 Schiedsrichter: Lah, Sok |
| 16. Januar 2016 18:30 Uhr | Strafen: 3× 6×        | Spielbericht | Strafen: 2× 4×         | Pala San Giacomo, Conversano Zuschauer: 2.400 Schiedsrichter: Lah, Sok |

| 17. Januar 2016 16:00 Uhr | Österreich           | 32:20        | Finnland                                  | Bundessport- und Freizeitzentrum Südstadt, Maria Enzersdorf Zuschauer: 1.500 Schiedsrichter: Argyridis, Mouttas |
| 17. Januar 2016 16:00 Uhr | meiste Tore: Bilyk 7 | (17:12)      | meiste Tore: Koljonen, Tamminen, Broman 4 | Bundessport- und Freizeitzentrum Südstadt, Maria Enzersdorf Zuschauer: 1.500 Schiedsrichter: Argyridis, Mouttas |
| 17. Januar 2016 16:00 Uhr | Strafen: 3×          | Spielbericht | Strafen: 3×                               | Bundessport- und Freizeitzentrum Südstadt, Maria Enzersdorf Zuschauer: 1.500 Schiedsrichter: Argyridis, Mouttas |

#### Gruppe 3
| Pl. | Verein       | Sp. | S | U | N | Tore      | Diff. | Punkte |
| --- | ------------ | --- | - | - | - | --------- | ----- | ------ |
| 1.  | Lettland     | 6   | 5 | 1 | 0 | 0161:1210 | +40   | 011:10 |
| 2.  | Ukraine      | 6   | 3 | 0 | 3 | 0149:1250 | +24   | 06:60  |
| 3.  | Griechenland | 6   | 2 | 1 | 3 | 0148:1600 | −12   | 05:70  |
| 4.  | Zypern       | 6   | 1 | 0 | 5 | 0123:1750 | −52   | 02:100 |

| 4. November 2015 19:15 Uhr | Lettland                  | 31:22        | Griechenland                | Sports Centre Dobele, Dobele Zuschauer: 1,200 Schiedsrichter: Opava, Válek |
| 4. November 2015 19:15 Uhr | meiste Tore: Krištopāns 8 | (15:12)      | meiste Tore: Papadopoulos 8 | Sports Centre Dobele, Dobele Zuschauer: 1,200 Schiedsrichter: Opava, Válek |
| 4. November 2015 19:15 Uhr | Strafen: 1× 3×            | Spielbericht | Strafen: 3× 4×              | Sports Centre Dobele, Dobele Zuschauer: 1,200 Schiedsrichter: Opava, Válek |

| 4. November 2015 19:30 Uhr | Zypern                 | 13:27        | Ukraine             | University of Cyprus Athletic Center, Nicosia Zuschauer: 200 Schiedsrichter: Lindenbaum, Laron |
| 4. November 2015 19:30 Uhr | meiste Tore: Argyrou 4 | (9:13)       | meiste Tore: Zhuk 7 | University of Cyprus Athletic Center, Nicosia Zuschauer: 200 Schiedsrichter: Lindenbaum, Laron |
| 4. November 2015 19:30 Uhr | Strafen: 3× 4×         | Spielbericht | Strafen: 3× 6×      | University of Cyprus Athletic Center, Nicosia Zuschauer: 200 Schiedsrichter: Lindenbaum, Laron |

| 8. November 2015 15:00 Uhr | Griechenland                | 31:27        | Zypern                   | Sport Hall "Koukouli", Patras Zuschauer: 300 Schiedsrichter: Scevola, Alperan |
| 8. November 2015 15:00 Uhr | meiste Tore: Papadopoulos 8 | (9:9)        | meiste Tore: Nikiforou 8 | Sport Hall "Koukouli", Patras Zuschauer: 300 Schiedsrichter: Scevola, Alperan |
| 8. November 2015 15:00 Uhr | Strafen: 3× 2×              | Spielbericht | Strafen: 3×              | Sport Hall "Koukouli", Patras Zuschauer: 300 Schiedsrichter: Scevola, Alperan |

| 8. November 2015 17:00 Uhr | Ukraine              | 18:23        | Lettland              | National University of Sport, Kiew Zuschauer: 800 Schiedsrichter: Šniurevičius, Mykolaitis |
| 8. November 2015 17:00 Uhr | meiste Tore: Tilte 7 | (8:6)        | meiste Tore: Jurdžs 9 | National University of Sport, Kiew Zuschauer: 800 Schiedsrichter: Šniurevičius, Mykolaitis |
| 8. November 2015 17:00 Uhr | Strafen: 2× 5×       | Spielbericht | Strafen: 2×           | National University of Sport, Kiew Zuschauer: 800 Schiedsrichter: Šniurevičius, Mykolaitis |

| 7. Januar 2016 17:00 Uhr | Ukraine                | 25:27        | Griechenland                                    | Sportpalast, Kiew Zuschauer: 300 Schiedsrichter: Sirbu, Suponicov |
| 7. Januar 2016 17:00 Uhr | meiste Tore: Zhukov 10 | (16:13)      | meiste Tore: Basmalis Gomez, Mylonas, Mallios 5 | Sportpalast, Kiew Zuschauer: 300 Schiedsrichter: Sirbu, Suponicov |
| 7. Januar 2016 17:00 Uhr | Strafen: 3× 2×         | Spielbericht | Strafen: 3× 2×                                  | Sportpalast, Kiew Zuschauer: 300 Schiedsrichter: Sirbu, Suponicov |

| 7. Januar 2016 19:00 Uhr | Zypern                 | 20:28        | Lettland                  | University of Cyprus Athletic Center, Nicosia Zuschauer: 450 Schiedsrichter: Geraets, Geraets |
| 7. Januar 2016 19:00 Uhr | meiste Tore: Argyrou 7 | (5:14)       | meiste Tore: Krištopāns 7 | University of Cyprus Athletic Center, Nicosia Zuschauer: 450 Schiedsrichter: Geraets, Geraets |
| 7. Januar 2016 19:00 Uhr | Strafen: 3× 5× 1×      | Spielbericht | Strafen: 2× 1×            | University of Cyprus Athletic Center, Nicosia Zuschauer: 450 Schiedsrichter: Geraets, Geraets |

| 10. Januar 2016 15:00 Uhr | Griechenland                         | 21:27        | Ukraine              | Mikra 3, Thessaloniki Zuschauer: 900 Schiedsrichter: Cvetko, Kavalar |
| 10. Januar 2016 15:00 Uhr | meiste Tore: Mallios, Papadopoulos 5 | (10:17)      | meiste Tore: Tilte 8 | Mikra 3, Thessaloniki Zuschauer: 900 Schiedsrichter: Cvetko, Kavalar |
| 10. Januar 2016 15:00 Uhr | Strafen: 2×                          | Spielbericht | Strafen: 3× 2×       | Mikra 3, Thessaloniki Zuschauer: 900 Schiedsrichter: Cvetko, Kavalar |

| 10. Januar 2016 17:05 Uhr | Lettland                 | 34:17        | Zypern                   | Vidzemes Olympic Centre, Valmiera Zuschauer: 650 Schiedsrichter: Jovchev, Jonchev |
| 10. Januar 2016 17:05 Uhr | meiste Tore: Pavlovičs 9 | (15:10)      | meiste Tore: Mpotsaris 6 | Vidzemes Olympic Centre, Valmiera Zuschauer: 650 Schiedsrichter: Jovchev, Jonchev |
| 10. Januar 2016 17:05 Uhr | Strafen: 2× 3×           | Spielbericht | Strafen: 3× 6×           | Vidzemes Olympic Centre, Valmiera Zuschauer: 650 Schiedsrichter: Jovchev, Jonchev |

| 13. Januar 2016 18:10 Uhr | Griechenland                | 23:23        | Lettland               | Mikra 3, Thessaloniki Zuschauer: 600 Schiedsrichter: Jorum, Kleven |
| 13. Januar 2016 18:10 Uhr | meiste Tore: Papadopoulos 8 | (10:12)      | meiste Tore: Jurdžs 97 | Mikra 3, Thessaloniki Zuschauer: 600 Schiedsrichter: Jorum, Kleven |
| 13. Januar 2016 18:10 Uhr | Strafen: 2× 5×              | Spielbericht | Strafen: 3× 5× 1×      | Mikra 3, Thessaloniki Zuschauer: 600 Schiedsrichter: Jorum, Kleven |

| 14. Januar 2016 17:00 Uhr | Ukraine                        | 31:19        | Zypern                 | Sportpalast, Kiew Zuschauer: 550 Schiedsrichter: Sager, Styger |
| 14. Januar 2016 17:00 Uhr | meiste Tore: Akimenko, Tilte 7 | (11:8)       | meiste Tore: Argyrou 5 | Sportpalast, Kiew Zuschauer: 550 Schiedsrichter: Sager, Styger |
| 14. Januar 2016 17:00 Uhr | Strafen: 2×                    | Spielbericht | Strafen: 3× 1×         | Sportpalast, Kiew Zuschauer: 550 Schiedsrichter: Sager, Styger |

| 17. Januar 2016 15:05 Uhr | Lettland                  | 22:21        | Ukraine                 | Vidzemes Olympic Centre, Valmiera Zuschauer: 11.507 Schiedsrichter: Aliyev, Aghakishiyev |
| 17. Januar 2016 15:05 Uhr | meiste Tore: Krištopāns 7 | (13:10)      | meiste Tore: Akimenko 9 | Vidzemes Olympic Centre, Valmiera Zuschauer: 11.507 Schiedsrichter: Aliyev, Aghakishiyev |
| 17. Januar 2016 15:05 Uhr | Strafen: 3×               | Spielbericht | Strafen: 3×             | Vidzemes Olympic Centre, Valmiera Zuschauer: 11.507 Schiedsrichter: Aliyev, Aghakishiyev |

| 17. Januar 2016 17:00 Uhr | Zypern                 | 27:24        | Griechenland                | University of Cyprus Athletic Center, Nicosia Zuschauer: 400 Schiedsrichter: Bonifert, Oláh |
| 17. Januar 2016 17:00 Uhr | meiste Tore: Argyrou 6 | (14:12)      | meiste Tore: Papadopoulos 8 | University of Cyprus Athletic Center, Nicosia Zuschauer: 400 Schiedsrichter: Bonifert, Oláh |
| 17. Januar 2016 17:00 Uhr | Strafen: 3× 6×         | Spielbericht | Strafen: 3× 7× 1×           | University of Cyprus Athletic Center, Nicosia Zuschauer: 400 Schiedsrichter: Bonifert, Oláh |

#### Gruppe 4
| Pl. | Verein   | Sp. | S | U | N | Tore     | Diff. | Punkte |
| --- | -------- | --- | - | - | - | -------- | ----- | ------ |
| 1.  | Portugal | 3   | 2 | 1 | 0 | 0101:710 | +30   | 05:10  |
| 2.  | Israel   | 3   | 2 | 0 | 1 | 076:800  | −4    | 04:20  |
| 3.  | Estland  | 3   | 0 | 2 | 1 | 078:810  | −3    | 02:40  |
| 4.  | Georgien | 3   | 0 | 1 | 2 | 066:890  | −23   | 01:50  |

| 5. November 2015 17:15 Uhr | Portugal             | 28:28        | Estland                 | Drive in Arena, Tel Aviv Zuschauer: 100 Schiedsrichter: Mitrevski, Todorovski |
| 5. November 2015 17:15 Uhr | meiste Tore: Rocha 6 | (14:14)      | meiste Tore: Patrail 11 | Drive in Arena, Tel Aviv Zuschauer: 100 Schiedsrichter: Mitrevski, Todorovski |
| 5. November 2015 17:15 Uhr | Strafen: 3×          | Spielbericht | Strafen: 3×             | Drive in Arena, Tel Aviv Zuschauer: 100 Schiedsrichter: Mitrevski, Todorovski |

| 5. November 2015 19:40 Uhr | Israel              | 27:19        | Georgien                 | Drive in Arena, Tel Aviv Zuschauer: 1.400 Schiedsrichter: Dzērve, Rutkovskis |
| 5. November 2015 19:40 Uhr | meiste Tore: Levy 5 | (13:8)       | meiste Tore: Chikovani 7 | Drive in Arena, Tel Aviv Zuschauer: 1.400 Schiedsrichter: Dzērve, Rutkovskis |
| 5. November 2015 19:40 Uhr | Strafen: 3× 4×      | Spielbericht | Strafen: 3× 6× 1×        | Drive in Arena, Tel Aviv Zuschauer: 1.400 Schiedsrichter: Dzērve, Rutkovskis |

| 6. November 2015 16:00 Uhr | Estland              | 25:28        | Israel                          | Drive in Arena, Tel Aviv Zuschauer: 1.400 Schiedsrichter: Mitrevski, Todorovski |
| 6. November 2015 16:00 Uhr | meiste Tore: Rooba 8 | (13:14)      | meiste Tore: Kofman, Pomeranz 8 | Drive in Arena, Tel Aviv Zuschauer: 1.400 Schiedsrichter: Mitrevski, Todorovski |
| 6. November 2015 16:00 Uhr | Strafen: 3×          | Spielbericht | Strafen: 3× 4×                  | Drive in Arena, Tel Aviv Zuschauer: 1.400 Schiedsrichter: Mitrevski, Todorovski |

| 6. November 2015 18:15 Uhr | Georgien                    | 22:37        | Portugal             | Drive in Arena, Tel Aviv Zuschauer: 200 Schiedsrichter: Dzērve, Rutkovskis |
| 6. November 2015 18:15 Uhr | meiste Tore: Datukashvili 6 | (10:17)      | meiste Tore: Areia 9 | Drive in Arena, Tel Aviv Zuschauer: 200 Schiedsrichter: Dzērve, Rutkovskis |
| 6. November 2015 18:15 Uhr | Strafen: 3× 6× 1×           | Spielbericht | Strafen: 3× 2×       | Drive in Arena, Tel Aviv Zuschauer: 200 Schiedsrichter: Dzērve, Rutkovskis |

| 7. November 2015 17:00 Uhr | Estland              | 25:25        | Georgien                 | Drive in Arena, Tel Aviv Zuschauer: 100 Schiedsrichter: Dzērve, Rutkovskis |
| 7. November 2015 17:00 Uhr | meiste Tore: Rooba 9 | (14:13)      | meiste Tore: Chikovani 8 | Drive in Arena, Tel Aviv Zuschauer: 100 Schiedsrichter: Dzērve, Rutkovskis |
| 7. November 2015 17:00 Uhr | Strafen: 3× 5×       | Spielbericht | Strafen: 3× 5×           | Drive in Arena, Tel Aviv Zuschauer: 100 Schiedsrichter: Dzērve, Rutkovskis |

| 7. November 2015 19:15 Uhr | Portugal             | 36:21        | Israel              | Drive in Arena, Tel Aviv Zuschauer: 2.000 Schiedsrichter: Mitrevski, Todorovski |
| 7. November 2015 19:15 Uhr | meiste Tore: Rocha 9 | (20:11)      | meiste Tore: Levy 7 | Drive in Arena, Tel Aviv Zuschauer: 2.000 Schiedsrichter: Mitrevski, Todorovski |
| 7. November 2015 19:15 Uhr | Strafen: 3×          | Spielbericht | Strafen: 3× 2×      | Drive in Arena, Tel Aviv Zuschauer: 2.000 Schiedsrichter: Mitrevski, Todorovski |

#### Gruppe 5
| Pl. | Verein     | Sp. | S | U | N | Tore      | Diff. | Punkte |
| --- | ---------- | --- | - | - | - | --------- | ----- | ------ |
| 1.  | Tschechien | 4   | 3 | 0 | 1 | 0128:1190 | +9    | 06:20  |
| 2.  | Türkei     | 4   | 3 | 0 | 1 | 0117:1100 | +7    | 06:20  |
| 3.  | Belgien    | 4   | 0 | 0 | 4 | 0116:1320 | −16   | 00:80  |

| 4. November 2015 17:10 Uhr | Tschechien           | 34:32        | Belgien                     | Tipsport Arena, Prag Zuschauer: 1.400 Schiedsrichter: Harabagiu, Stănescu |
| 4. November 2015 17:10 Uhr | meiste Tore: Jícha 9 | (22:18)      | meiste Tore: Cauwenberghs 8 | Tipsport Arena, Prag Zuschauer: 1.400 Schiedsrichter: Harabagiu, Stănescu |
| 4. November 2015 17:10 Uhr | Strafen: 3× 2×       | Spielbericht | Strafen: 3× 2×              | Tipsport Arena, Prag Zuschauer: 1.400 Schiedsrichter: Harabagiu, Stănescu |

| 7. November 2015 20:00 Uhr | Belgien                   | 32:36        | Tschechien            | Lange Munte, Kortrijk Zuschauer: 2.300 Schiedsrichter: Martins, Martins |
| 7. November 2015 20:00 Uhr | meiste Tore: T. Bolaers 7 | (15:16)      | meiste Tore: Jícha 10 | Lange Munte, Kortrijk Zuschauer: 2.300 Schiedsrichter: Martins, Martins |
| 7. November 2015 20:00 Uhr | Strafen: 3× 4×            | Spielbericht | Strafen: 3× 6×        | Lange Munte, Kortrijk Zuschauer: 2.300 Schiedsrichter: Martins, Martins |

| 6. Januar 2016 20:00 Uhr | Belgien                 | 24:31        | Türkei               | Lange Munte, Kortrijk Zuschauer: 1.137 Schiedsrichter: Mitrevski, Todorovski |
| 6. Januar 2016 20:00 Uhr | meiste Tore: Kedziora 8 | (10:14)      | meiste Tore: Döne 10 | Lange Munte, Kortrijk Zuschauer: 1.137 Schiedsrichter: Mitrevski, Todorovski |
| 6. Januar 2016 20:00 Uhr | Strafen: 3×             | Spielbericht | Strafen: 3× 5× 1×    | Lange Munte, Kortrijk Zuschauer: 1.137 Schiedsrichter: Mitrevski, Todorovski |

| 10. Januar 2016 16:00 Uhr | Türkei              | 31:28        | Belgien                 | THF Sport Hall, Ankara Zuschauer: 650 Schiedsrichter: Kouz, Zhoba |
| 10. Januar 2016 16:00 Uhr | meiste Tore: Döne 8 | (16:12)      | meiste Tore: Kedziora 6 | THF Sport Hall, Ankara Zuschauer: 650 Schiedsrichter: Kouz, Zhoba |
| 10. Januar 2016 16:00 Uhr | Strafen: 3× 8× 1×   | Spielbericht | Strafen: 2× 5×          | THF Sport Hall, Ankara Zuschauer: 650 Schiedsrichter: Kouz, Zhoba |

| 13. Januar 2016 19:00 Uhr | Türkei                        | 27:24        | Tschechien            | THF Sport Hall, Ankara Zuschauer: 650 Schiedsrichter: Konjicanin, Konjicanin |
| 13. Januar 2016 19:00 Uhr | meiste Tore: Ersin, Özbahar 6 | (15:13)      | meiste Tore: Hrstka 7 | THF Sport Hall, Ankara Zuschauer: 650 Schiedsrichter: Konjicanin, Konjicanin |
| 13. Januar 2016 19:00 Uhr | Strafen: 3×                   | Spielbericht | Strafen: 4× 2×        | THF Sport Hall, Ankara Zuschauer: 650 Schiedsrichter: Konjicanin, Konjicanin |

| 16. Januar 2016 18:30 Uhr | Tschechien            | 34:28        | Türkei               | Euronicshala Zlín, Zlín Zuschauer: 2.000 Schiedsrichter: Leszczynski, Piechota |
| 16. Januar 2016 18:30 Uhr | meiste Tore: Hrstka 8 | (17:16)      | meiste Tore: Döne 11 | Euronicshala Zlín, Zlín Zuschauer: 2.000 Schiedsrichter: Leszczynski, Piechota |
| 16. Januar 2016 18:30 Uhr | Strafen: 3× 5× 1×     | Spielbericht | Strafen: 3× 9× 2×    | Euronicshala Zlín, Zlín Zuschauer: 2.000 Schiedsrichter: Leszczynski, Piechota |

#### Gruppe 6
| Pl. | Verein      | Sp. | S | U | N | Tore     | Diff. | Punkte |
| --- | ----------- | --- | - | - | - | -------- | ----- | ------ |
| 1.  | Niederlande | 4   | 4 | 0 | 0 | 0118:920 | +26   | 08:00  |
| 2.  | Schweiz     | 4   | 2 | 0 | 2 | 0108:990 | +9    | 04:40  |
| 3.  | Luxemburg   | 4   | 0 | 0 | 4 | 091:1260 | −35   | 00:80  |

| 4. November 2015 19:30 Uhr | Niederlande            | 26:20        | Luxemburg           | Topsportcentrum Almere, Almere Zuschauer: 1.000 Schiedsrichter: Jerlecki, Łabuń |
| 4. November 2015 19:30 Uhr | meiste Tore: Schagen 5 | (15:9)       | meiste Tore: Bock 7 | Topsportcentrum Almere, Almere Zuschauer: 1.000 Schiedsrichter: Jerlecki, Łabuń |
| 4. November 2015 19:30 Uhr | Strafen: 3× 5×         | Spielbericht | Strafen: 3×         | Topsportcentrum Almere, Almere Zuschauer: 1.000 Schiedsrichter: Jerlecki, Łabuń |

| 7. November 2015 19:00 Uhr | Luxemburg              | 30:34        | Niederlande                           | Centre Sportif de Differdange, Differdange Zuschauer: 720 Schiedsrichter: Bolic, Hurich |
| 7. November 2015 19:00 Uhr | meiste Tore: Müller 10 | (13:19)      | meiste Tore: Boomhouwer, Van Olphen 5 | Centre Sportif de Differdange, Differdange Zuschauer: 720 Schiedsrichter: Bolic, Hurich |
| 7. November 2015 19:00 Uhr | Strafen: 3× 2×         | Spielbericht | Strafen: 2× 3×                        | Centre Sportif de Differdange, Differdange Zuschauer: 720 Schiedsrichter: Bolic, Hurich |

| 6. Januar 2016 19:30 Uhr | Luxemburg             | 24:31        | Schweiz                | d’Coque, Luxemburg Zuschauer: 650 Schiedsrichter: Simone, Monitillo |
| 6. Januar 2016 19:30 Uhr | meiste Tore: Müller 6 | (8:17)       | meiste Tore: Liniger 5 | d’Coque, Luxemburg Zuschauer: 650 Schiedsrichter: Simone, Monitillo |
| 6. Januar 2016 19:30 Uhr | Strafen: 3× 2×        | Spielbericht | Strafen: 3×            | d’Coque, Luxemburg Zuschauer: 650 Schiedsrichter: Simone, Monitillo |

| 9. Januar 2016 19:00 Uhr | Schweiz               | 30:18        | Luxemburg                    | Schachenhalle, Aarau Zuschauer: 2.000 Schiedsrichter: Mykolaitis, Šniurevičius |
| 9. Januar 2016 19:00 Uhr | meiste Tore: Schmid 7 | (14:9)       | meiste Tore: Müller, Wirtz 4 | Schachenhalle, Aarau Zuschauer: 2.000 Schiedsrichter: Mykolaitis, Šniurevičius |
| 9. Januar 2016 19:00 Uhr | Strafen: 3× 5×        | Spielbericht | Strafen: 3×                  | Schachenhalle, Aarau Zuschauer: 2.000 Schiedsrichter: Mykolaitis, Šniurevičius |

| 13. Januar 2016 20:00 Uhr | Schweiz               | 21:24        | Niederlande          | Schachenhalle, Aarau Zuschauer: 2.200 Schiedsrichter: Caçador, Nicolau |
| 13. Januar 2016 20:00 Uhr | meiste Tore: Schmid 7 | (14:13)      | meiste Tore: Baart 5 | Schachenhalle, Aarau Zuschauer: 2.200 Schiedsrichter: Caçador, Nicolau |
| 13. Januar 2016 20:00 Uhr | Strafen: 3× 2×        | Spielbericht | Strafen: 3× 5×       | Schachenhalle, Aarau Zuschauer: 2.200 Schiedsrichter: Caçador, Nicolau |

| 17. Januar 2016 14:00 Uhr | Niederlande          | 34:21        | Schweiz              | Fitland XL, Sittard Zuschauer: 1.800 Schiedsrichter: Kaveshnikov, Plotnikov |
| 17. Januar 2016 14:00 Uhr | meiste Tore: Baart 6 | (18:9)       | meiste Tore: Raemy 4 | Fitland XL, Sittard Zuschauer: 1.800 Schiedsrichter: Kaveshnikov, Plotnikov |
| 17. Januar 2016 14:00 Uhr | Strafen: 3× 2× 1×    | Spielbericht | Strafen: 2× 3×       | Fitland XL, Sittard Zuschauer: 1.800 Schiedsrichter: Kaveshnikov, Plotnikov |

### Play-off-Spiele
Folgende 18 Teilnehmer nahmen an den Play-offs teil:
Gesetzte Teams
Platzierte 4. und 6.–13. der Europameisterschaft 2016:
 Norwegen,  Dänemark,  Polen,  Schweden,  Russland,  Belarus,  Nordmazedonien,  Ungarn,  Island
Ungesetzte Teams
Platzierte 14.–16. der Europameisterschaft 2016:  Slowenien,  Serbien,  Montenegro
Sieger der Qualifikationsgruppen:  Portugal,  Bosnien und Herzegowina,  Tschechien,  Lettland,  Niederlande,  Österreich
Die Auslosung fand am 31. Januar 2016 in der Tauron Arena Kraków in Krakau statt. Die Spiele wurden vom 10. bis 12. Juni (Hinspiele) und vom 15. bis 16. Juni (Rückspiele) ausgetragen.
|            | Gesamt |                     | Hinspiel | Rückspiel |
| ---------- | ------ | ------------------- | -------- | --------- |
| Schweden   | 54:46  | Bosnien-Herzegowina | 27:19    | 27:27     |
| Tschechien | 55:56  | Mazedonien          | 28:22    | 27:34     |
| Polen      | 51:46  | Niederlande         | 27:21    | 24:25     |
| Russland   | 58:41  | Montenegro          | 29:22    | 29:19     |
| Serbien    | 50:56  | Ungarn              | 25:26    | 25:30     |
| Island     | 46:44  | Portugal            | 26:23    | 20:21     |
| Slowenien  | 51:47  | Norwegen            | 24:18    | 27:29     |
| Belarus    | 52:52  | Lettland            | 26:24    | 26:28     |
| Dänemark   | 58:47  | Österreich          | 35:27    | 23:20     |